# 동물당
동물당(네덜란드어: Partij voor de Dieren, PvdD)은 2002년에 설립된 네덜란드의 동물권 정당이다. 인간을 포함한 동물의 시민권 및 동물권을 보장하는 정책을 통과시키는 것을 주된 목적으로 두고있다.